# CGCG 275-022
CGCG 275-022 è una galassia starburst con morfologia del tipo ad anello situata nella costellazione del Dragone a circa 430 milioni di anni luce dalla Terra.
È stata oggetto di studio mediante il Telescopio spaziale Spitzer nell'ambito dello Spitzer Wide-area Infrared Extragalactic (SWIRE) esplorando il campo di cielo denominato ELAIS-N1, uno dei sei campi previsti dall'indagine SWIRE.
La galassia mostra i bracci di spirale di colore rosso che indicano la presenza di abbondante quantità di polvere e presenta i segni di recente attività di formazione stellare che è stata probabilmente innescata dalla collisione con un'altra galassia.